# Municipio de Short Creek (Dakota del Norte)
El municipio de Short Creek (en inglés: Short Creek Township) es un municipio ubicado en el condado de Burke en el estado estadounidense de Dakota del Norte. En el año 2010 tenía una población de 37 habitantes y una densidad poblacional de 0,33 personas por km².

## Geografía
El municipio de Short Creek se encuentra ubicado en las coordenadas 48°56′37″N 102°44′4″O / 48.94361, -102.73444. Según la Oficina del Censo de los Estados Unidos, el municipio tiene una superficie total de 111.43 km², de la cual 110,79 km² corresponden a tierra firme y (0,58 %) 0,65 km² es agua.

## Demografía
Según el censo de 2010, había 37 personas residiendo en el municipio de Short Creek. La densidad de población era de 0,33 hab./km². De los 37 habitantes, el municipio de Short Creek estaba compuesto por el 86,49 % blancos, el 2,7 % eran afroamericanos y el 10,81 % eran de una mezcla de razas. Del total de la población el 0 % eran hispanos o latinos de cualquier raza.